# R. Y. Pickering and Co. Ltd.

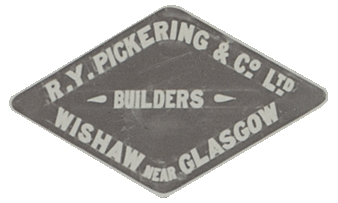
Logo

R. Y. Pickering and Co. Ltd. war eine schottische Wagenbauanstalt in Wishaw in North Lanarkshire.

## Geschichte

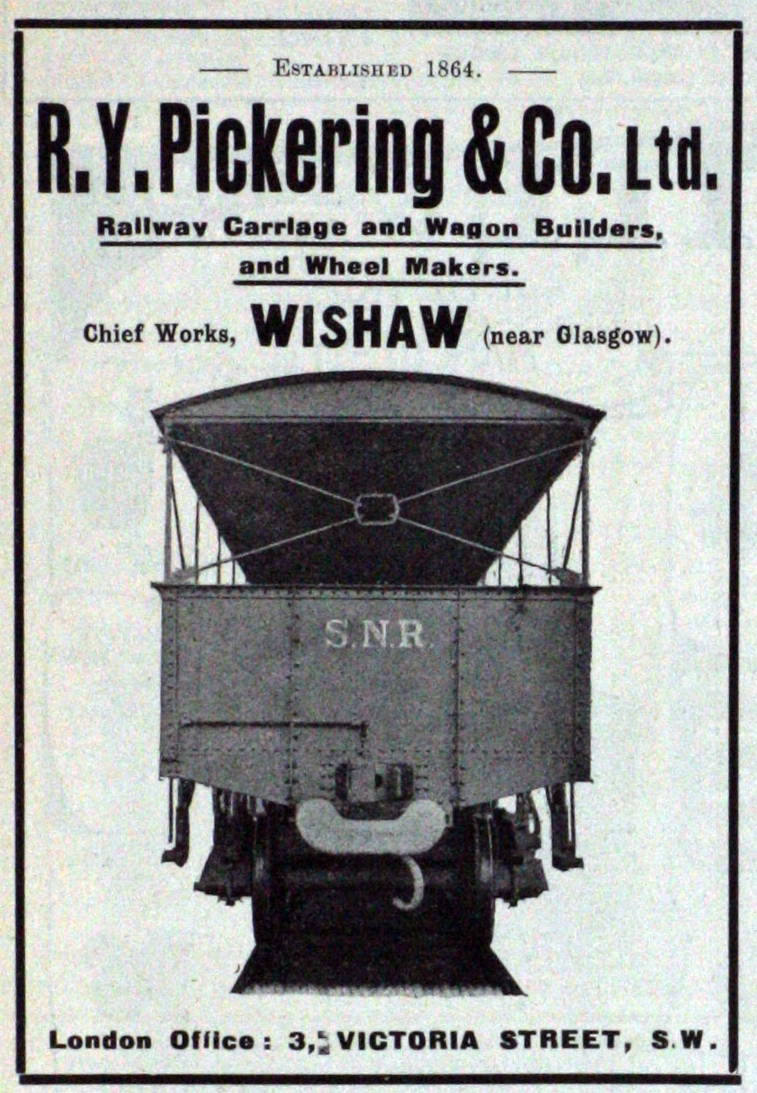
Anzeige aus dem Jahr 1907

1864 gründete John Pickering im schottischen Wishaw eine Wagenbauanstalt. Sein Sohn Robert Young Pickering übernahm das Unternehmen 1878. Zu diesem Zeitpunkt umfassten die Aktivitäten vor allem die Reparatur und Vermietung von Eisenbahnwagen. Robert Pickering beschäftigte sich aber zunehmend mit dem Bau neuer Wagen, die ab etwa 1897 aus Stahl gefertigt wurden.
1888 wurde das Unternehmen in eine Kapitalgesellschaft mit dem Namen R. Y. Pickering & Co. Ltd. umgewandelt. Robert Pickering wurde von Dugald Drummond von der Caledonian Railway (CR), zu einer raschen Expansion ermutigt. Die CR war einer der Hauptabnehmer und bestellte zwischen 1868 und 1920 rund 5800 Güterwagen verschiedener Bauarten. Auch die North British Railway, die Hull and Barnsley Railway, die Kent and East Sussex Railway und die North Wales Narrow Gauge Railways gehörten zum Kundenkreis.
Ab 1901 wurde der Wettbewerb unter den Waggonfabriken immer stärker und die Aufträge von britischen Eisenbahngesellschaften gingen allmählich zurück. Gleichzeitig nahmen aber die Aufträge aus Afrika, China und Britisch-Indien zu. Durchschnittlich wurden damals rund 3000 Wagen pro Jahr produziert. Ab 1909 machte das Unternehmen jedoch Verluste, sodass Robert Pickering 1911 seinen Posten als Direktor und Geschäftsführer räumen musste. In den 1920ern konnte man u. a. die indische Nizam’s Guaranteed State Railway und die chilenische Ferrocarril Salitrero als Kunden gewinnen.
In den frühen 1930er Jahren bemühte man sich um die Entwicklung anderer Geschäftszweige, wie der Herstellung von Buskarosserien. Im Zweiten Weltkrieg wurde die Gesellschaft in die Kriegsproduktion einbezogen und stellte leichte Armeefahrzeuge her.
Etwa 1942 übernahm Dr. T. Scott Glover von der North British Electric Welding Company die Leitung des Unternehmens. Nach dem Ende des Zweiten Weltkriegs liefen die Geschäfte relativ gut und bis 1955 produzierte das Unternehmen mehr als 50 Waggons pro Woche. Im selben Jahr handelte man einen Vertrag mit der pakistanischen Eisenbahn über die Lieferung größerer Stückzahlen an Eisenbahnwagen aus, wodurch die Belegschaft bis Juni 1959 voll beschäftigt werden konnte. Danach war man jedoch gezwungen, die Belegschaft zu verkleinern, die in den frühen 1960er Jahren von einem Nachkriegshöchststand von 1000 auf 400 Mitarbeiter schrumpfte. Man hatte zwar noch British Railways als Abnehmer von Güterwagen, aber ab Ende der 1960er baute diese alle benötigten Wagen in ihren eigenen Werkstätten.
Die Gesellschaft versuchte sich in neuen Geschäftsfeldern wie Vakuumöfen, Entgasungsanlagen und der Entwicklung von Universalkränen. Um 1966 fusionierte das Unternehmen mit der North British Electric Welding Company zur Norbrit-Pickering Ltd., die letztendlich aber 1987 aufgelöst wurde.

## Galerie

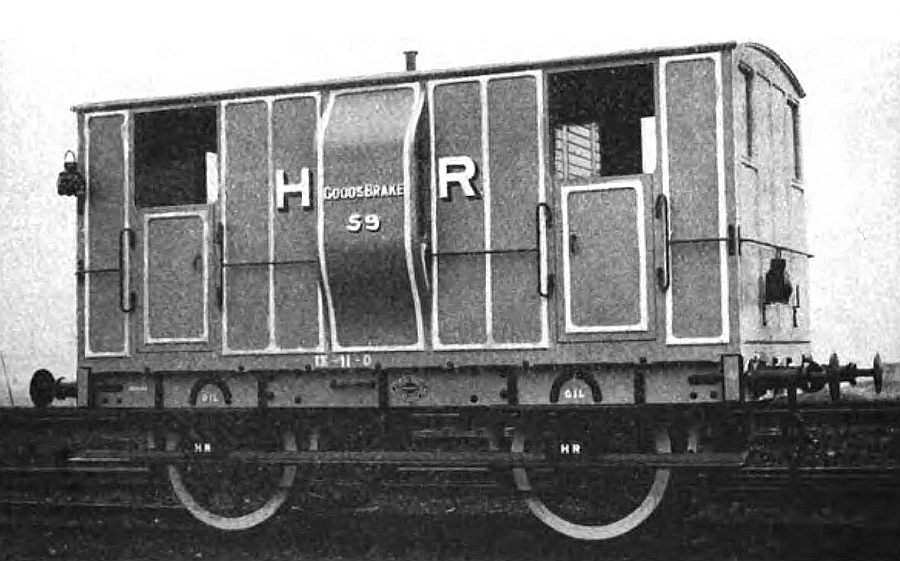
Bremserwagen der Highland Railway, 1898
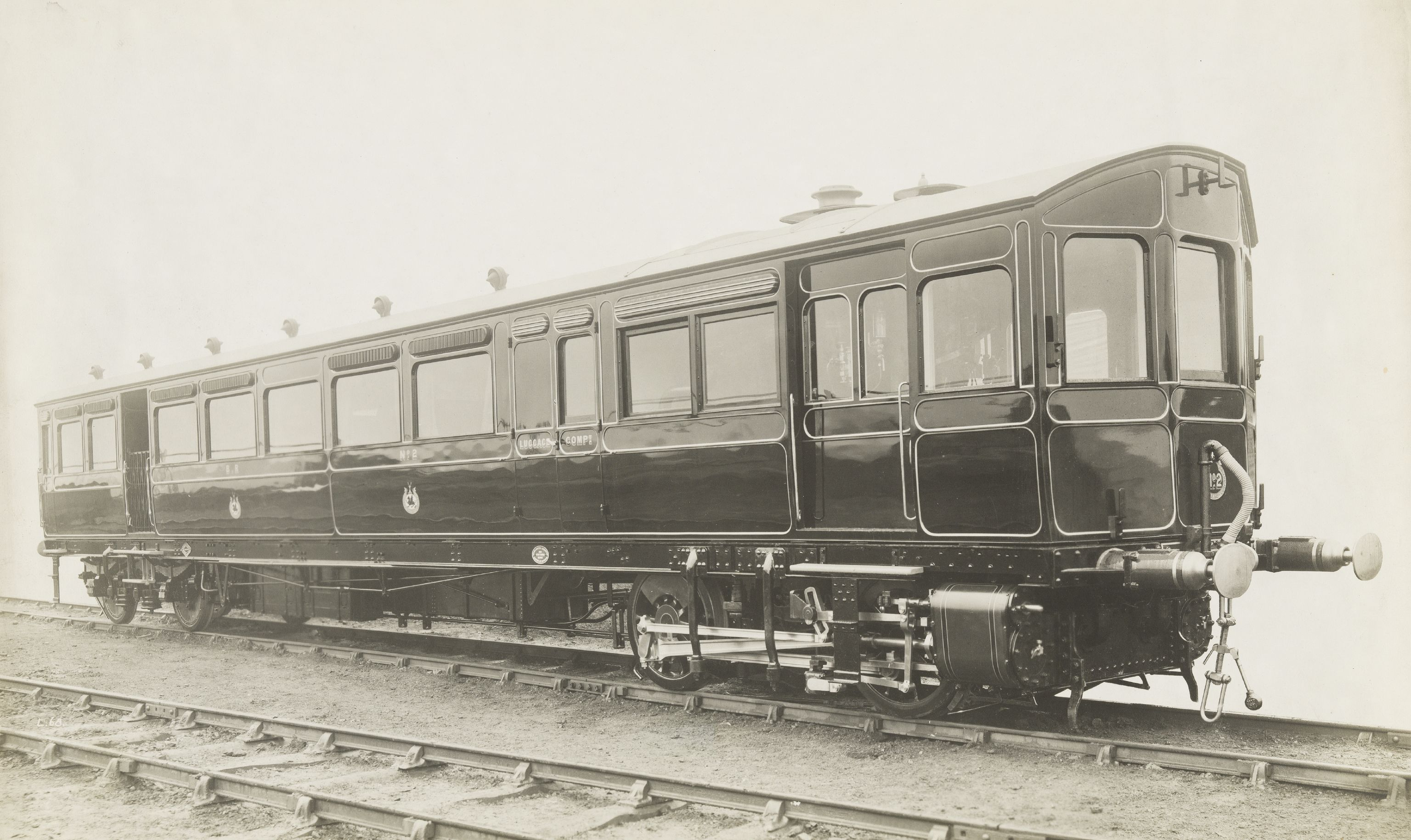
Dampftriebwagen der Barry Railway, 1905
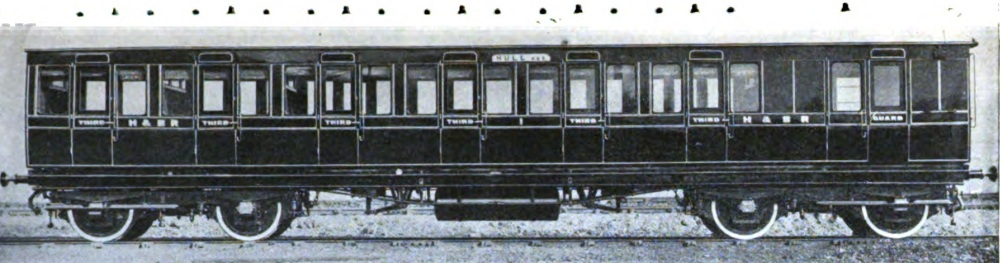
Abteilwagen der Hull & Barnsley Railway, 1907
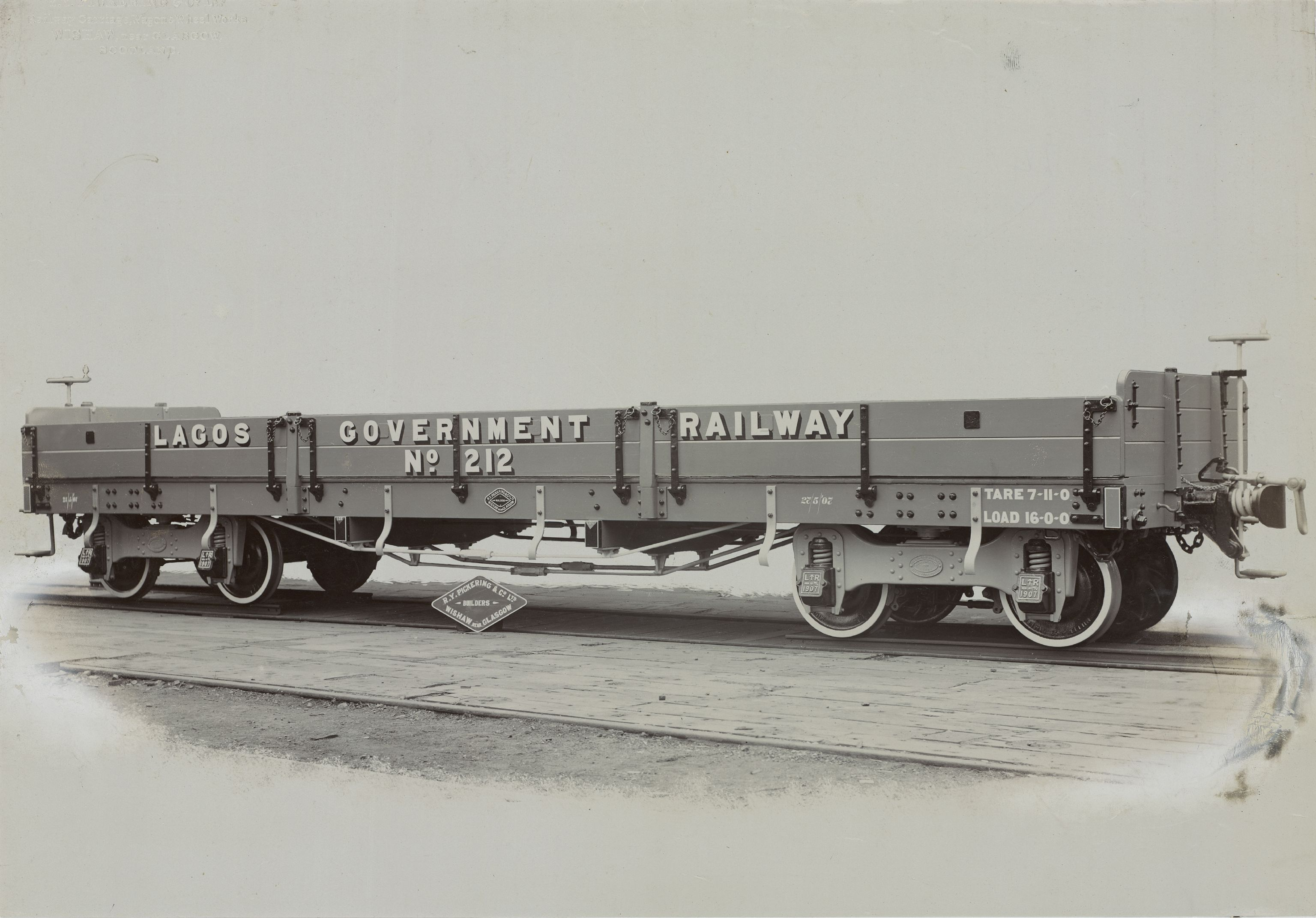
Offener Güterwagen der Lagos Government Railway, 1907
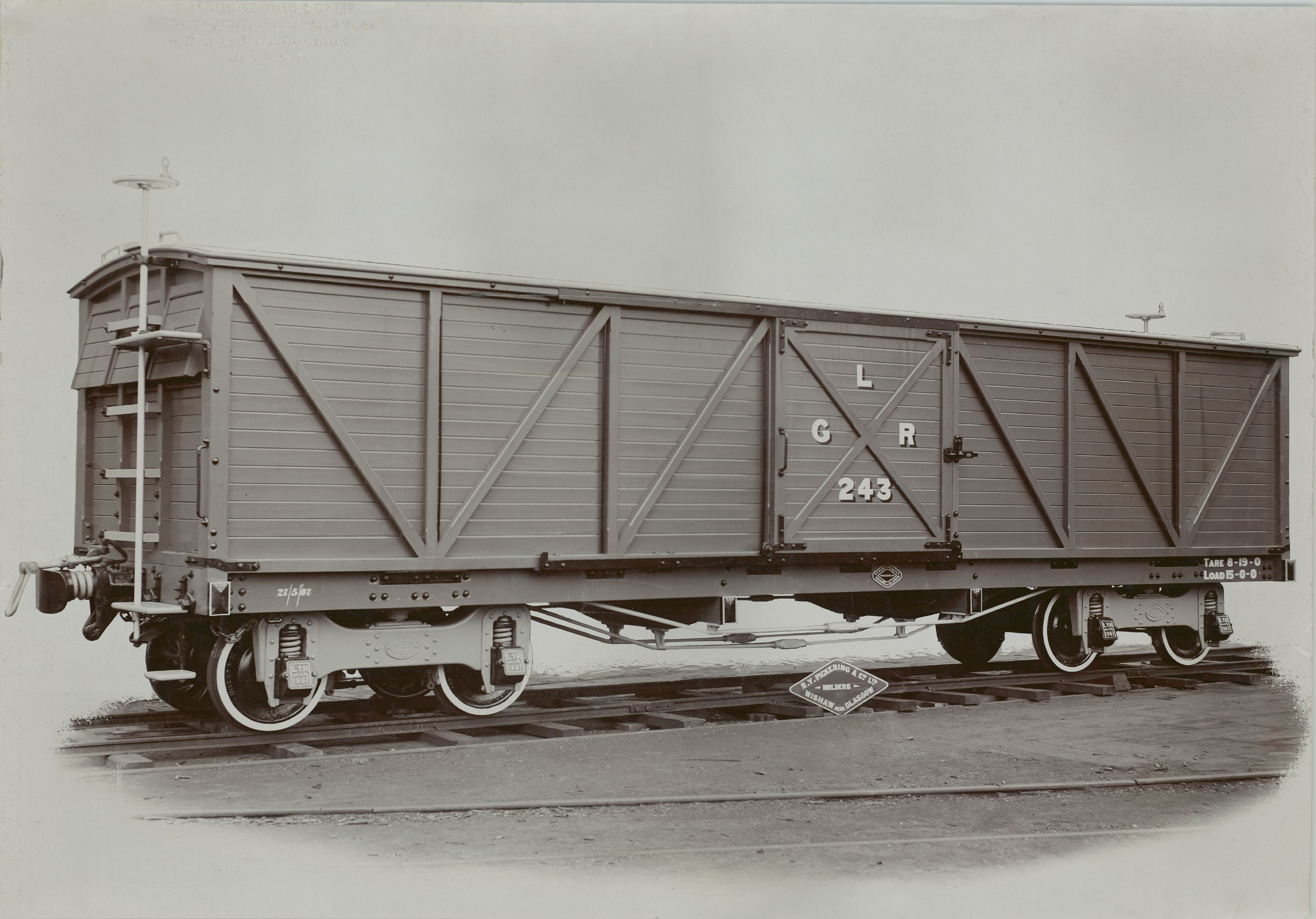
Gedeckter Güterwagen der Lagos Government Railway, 1907
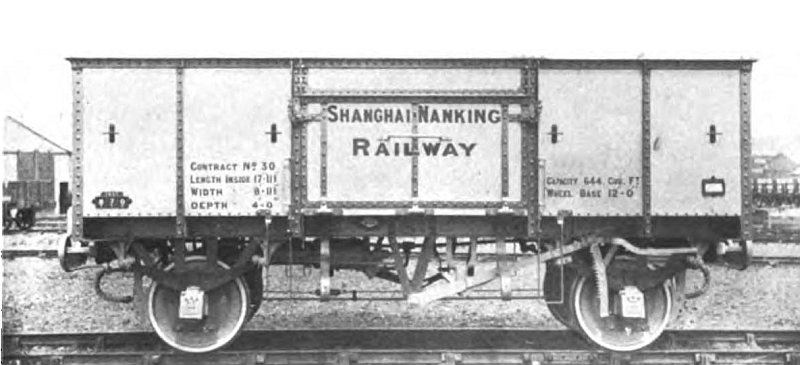
Offener Güterwagen der Shanghai-Nanking Railway, 1909
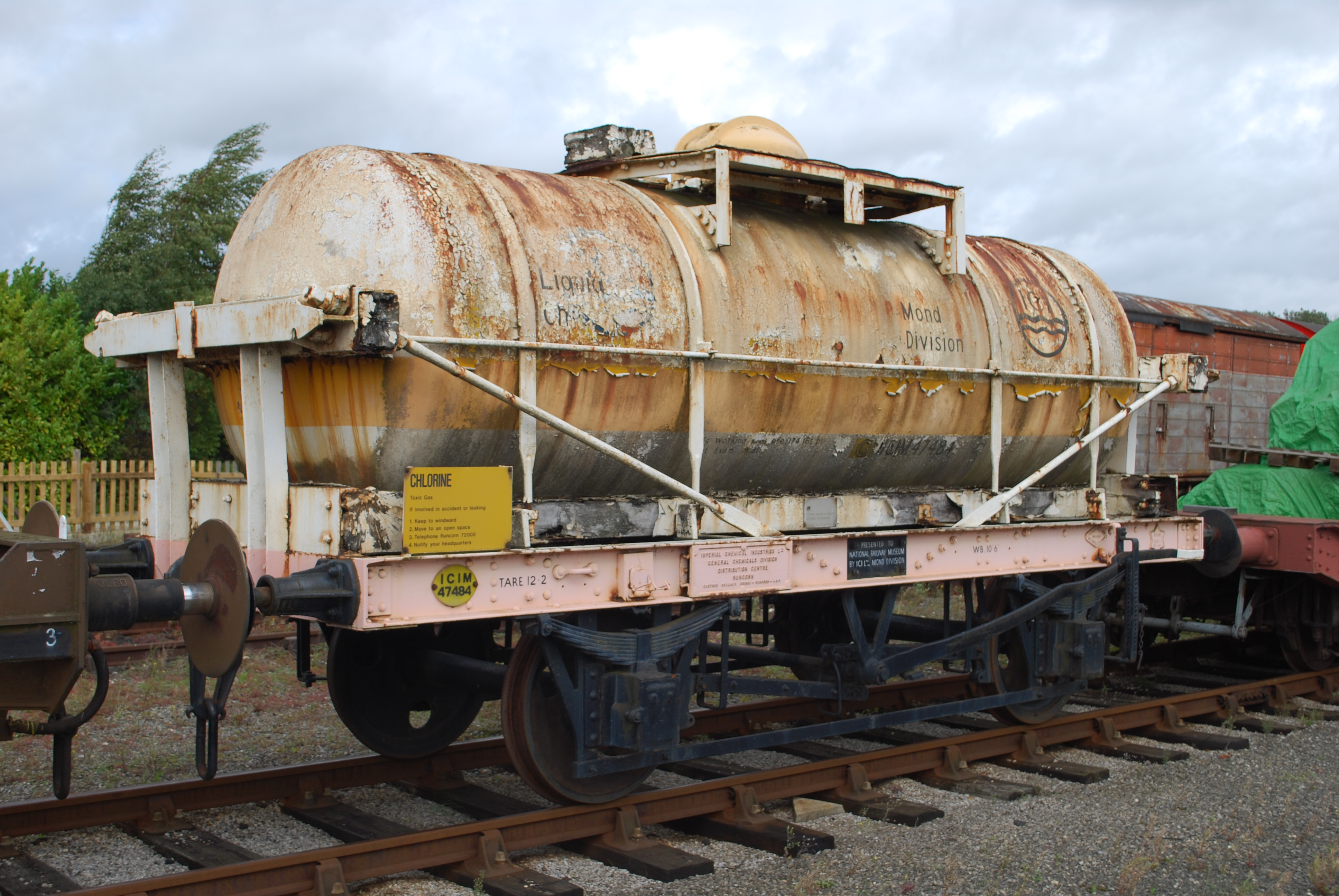
Ein erhaltener 1951 gebauter Kesselwagen im National Railway Museum in York